# Anastasia Mikhaïlovna de Russie
Pour les articles homonymes, voir Anastasia de Russie.
Titre
Grande-duchesse de Mecklembourg-Schwerin (en)
15 avril 1883 – 10 avril 1897
(13 ans, 11 mois et 26 jours)
Anastasia Mikhaïlovna de Russie, (en russe : Анастасия Михайловна), née le 28 juillet 1860 à Peterhof, décédée le 11 mars 1922 à Èze (France), est une grande-duchesse de Russie et par son mariage grande-duchesse de Mecklembourg-Schwerin.

## Famille
Elle est la fille du grand-duc Michel Nicolaevitch de Russie (fils du tsar Nicolas Ier et frère cadet d'Alexandre II) et de la princesse Cécile de Bade.
Le 24 janvier 1879, Anastasia Mikhaïlovna de Russie épousa au Palais d'Hiver à Saint-Pétersbourg, le prince héritier Frédéric-François de Mecklembourg-Schwerin (1851-1897), fils de Frédéric-François II et de sa première épouse Augusta de Reuss-Köstritz. 
Trois enfants sont nés de cette union :
- Alexandrine (1879-1952), qui épousa en 1898 le futur Christian X de Danemark (1870-1947), fils de Frédéric VIII de Danemark et de Louise de Suède,
- Frédéric-François (1882-1963), grand-duc de Mecklembourg-Schwerin, en 1904, il épousa Alexandra de Hanovre (1882-1963), fille d'Ernest-Auguste de Hanovre et de Thyra de Danemark,
- Cécile (1886-1954), qui épousa en 1905 le Kronprinz Guillaume de Prusse (1882-1951), fils aîné du Kaiser Guillaume II et de l'impératrice Augusta-Victoria de Schleswig-Holstein-Sonderbourg-Augustenbourg.

Un fils illégitime est né de sa liaison avec Vladimir Alexandrovitch Paltov (1874–1944) :
- Alexis Louis de Wenden[2] (1902-1976), qui épousa en 1929 Paulette Seux. De leur marriage naquirent deux filles.

## Biographie

### Une enfance heureuse

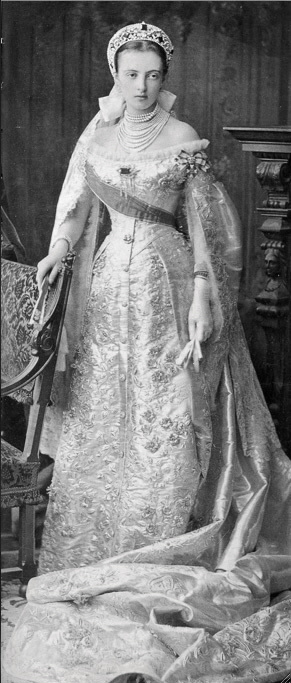
La grande-duchesse Anastasia Mikhaïlovna de Russie en 1878.

Anastasia Mikhaïlovna de Russie naquit au palais de Peterhof le 28 juillet 1860. 
La jeune Anastasia était surnommée dans sa jeunesse Stassie par son entourage. Elle était la seule fille parmi les sept enfants du grand-duc Michel et donc l'enfant chéri de la famille, l'enfant préféré de son père, choyée par ses six frères. 
En 1862, son père fut nommé vice-roi du Caucase. Il s'installa avec sa famille à Tiflis, capitale de la Géorgie où la grande-duchesse grandit dans le vaste palais de son père, mais également au domaine de Borjomi, résidence d'été de la famille. Son père possédait en outre près de Saint-Pétersbourg le palais Mikhaïlovskoe et une résidence sur les bords de la mer Noire.
Le grand-duc était fort occupé par ses fonctions militaires et ses responsabilités de gouverneur. La  mère d'Anastasia, la grande-duchesse Cécile, née princesse de Bade) était outrancièrement fière de son sang (alors qu'il y des doutes sur sa légitimité). Elle faisait observer une discipline toute germanique et montrait peu d'affection pour ses enfants, les éduquant d'une main de fer.  
Dépourvue d'affection maternelle, la grande-duchesse trouvait un peu de tendresse auprès de ses frères, mais elle vivait séparée d'eux la plupart du temps. Le dimanche, elle était autorisée, le temps d'une promenade, à se joindre à eux. Elle était particulièrement proche de son frère aîné, le grand-duc Nicolas Mikhaïlovitch, dont elle partageait les intérêts artistiques. Elle grandit donc de façon indépendante, manifestant une certaine intelligence tout en étant dotée d'une forte personnalité. Elle avait un caractère ouvert et chaleureux. Grande et mince, les cheveux foncés, les yeux verts, Anastasia Mikhaïlovna eut une éducation centrée sur l'étude des langues, comme toute princesse destinée à épouser un prince européen. Elle parlait bien sûr le russe et l'allemand, mais aussi le français, langue des cours et l'anglais.

### Un mariage et une douloureuse couronne

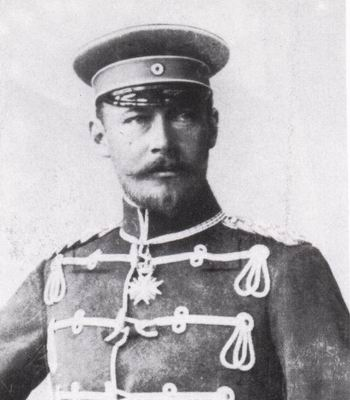
Le grand-duc Frédéric-François III.

Anastasia Mikhaïlovna de Russie n'avait pas encore dix-huit ans en 1878, lorsque sa mère la grande-duchesse Michel, et la grande-duchesse Wladimir (née princesse Marie de Mecklembourg-Schwerin), épouse du frère de l'empereur, prirent la décision de la marier avec le prince Frédéric-François de Mecklembourg-Schwerin, frère de la grande-duchesse Wladimir. Le prince héritier de Mecklembourg-Schwerin était âgé de vingt-sept ans. Leurs grands-mères, la princesse Alexandrine de Prusse pour l'une et la princesse Charlotte de Prusse pour l'autre, étaient sœurs. Frédéric-François était également un descendant direct du tsar Paul Ier de Russie. 
Au printemps de 1878, le prince de Mecklembourg-Schwerin arriva à Tiflis pour demander la main d'Anastasia Mikhaïlovna. Proche parent des Hohenzollern et des Romanov, il était riche, héritier d'un grand-duché allemand, sur la mer Baltique et enclavé dans le Royaume de Prusse. Il possédait un grand cœur, mais il était de santé fragile et souffrait d'asthme, d'éruptions cutanées et de faiblesse cardiaque. La grande-duchesse ne fut pas très satisfaite de son fiancé, et même consternée par la maladie de peau dont il souffrait avec dignité. Il avait périodiquement des crises d'eczéma sur le visage et le corps, cette maladie le poussant à un complet isolement pendant de longues périodes. Comme dans tout mariage dynastique, Anastasia Mikhaïlovna n'eut pas le choix. Les fiançailles furent donc annoncées en octobre de la même année, puis elle se rendit avec ses parents à Saint-Pétersbourg pour les préparatifs du mariage.
Les noces furent célébrées le 24 janvier 1879 au palais d'Hiver de Saint-Pétersbourg suivant le rite de l'Église orthodoxe russe et le rite luthérien. Le mariage fut un événement qui marqua le Gotha, les grandes familles d'Europe étant toutes présentes.

### Le grand-duc de Mecklembourg-Schwerin

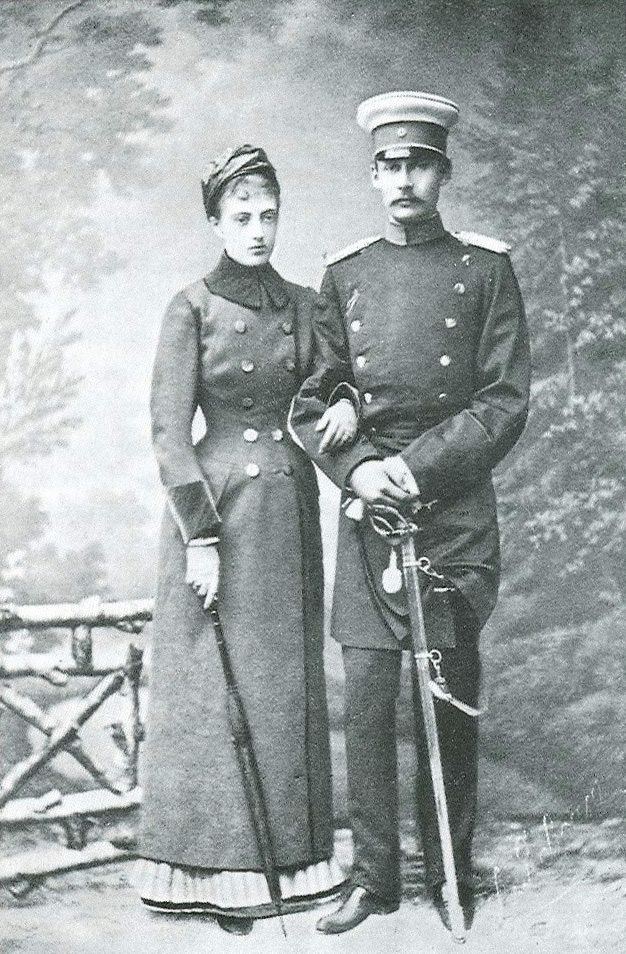
Photographie de 1880 de la grande-duchesse Anastasia et de Frédéric-François III de Mecklembourg-Schwerin.

Le 8 février 1879, le jeune couple arriva à Schwerin et s'installa au palais Marianne. Anastasia ne fut pas autorisée à décorer ses appartements selon ses goûts. L'atmosphère froide et démodée de la cour protestante allemande fut à l'origine de la nostalgie qu'éprouva la grande-duchesse pour le luxe de sa vie de jeune fille. Et surtout elle n'était pas amoureuse de son mari. Bien que sa propre mère soit allemande (mais allemande du sud alors que le Mecklembourg est en Allemagne du nord), elle ne put jamais surmonter son aversion envers son pays d'adoption. 
Pourtant, les membres de la Maison grand-ducale et notamment ses beaux-frères étaient des personnalités intéressantes : le duc Jean-Albert se vit confier la régence du duché de Brunswick, le duc Adolphe-Frédéric fut un explorateur réputé qui fut nommé gouverneur du Togo, colonie allemande. Le plus jeune le duc Henri épousa en 1901 la jeune reine Wilhelmine des Pays-Bas.

### Une famille en villégiature
La jeune princesse de Mecklembourg-Schwerin fut bientôt enceinte de son premier enfant et une fille prénommée Alexandrine naquit le 24 décembre 1879 à Cannes, que la princesse appréciait de plus en plus. Elle y passera d'ailleurs la plus grande partie de sa vie. La mauvaise santé de son époux fut un prétexte parfait pour passer le moins de temps possible à Schwerin. La princesse grand-ducale de Mecklembourg-Schwerin rendait parfois aussi visite à sa famille en Russie, ou les rencontrait à Cannes à Monte Carlo et à San Remo que les grands-ducs appréciaient. Elle préférait séjourner en Italie et en France sur la côte méditerranéenne.
Le couple vécut aussi à Palerme, où le 9 avril 1882, la princesse grand-ducale accoucha de son second enfant, le futur grand-duc Frédéric-François IV.

### Grande-duchesse de Mecklembourg-Schwerin
Le décès de son beau-père survenu le 15 avril 1883 et la montée sur le trône grand-ducal de Mecklembourg-Schwerin de son époux (qui devint le grand-duc Frédéric-François III), contraignit la nouvelle grande-duchesse à suivre son mari à Schwerin. Au début du règne, elle remplit avec soin ses obligations de grande-duchesse souveraine. Elle s'installa dans les somptueux appartements du château de Schwerin, mais le mauvais état de santé du grand-duc obligea le couple à retourner en Italie et en France. La population de Schwerin s'offusquait de voir leurs souverains vivre dans un autre lieu, la grande-duchesse de Mecklembourg-Schwerin fut sévèrement critiquée, d'autant qu'elle était insensible à son mari. Un compromis fut donc trouvé: le grand-duc et son épouse devaient résider cinq mois de l'année à Schwerin, le reste de l'année ils pourraient se rendre où bon leur souhaitait, à la condition que les enfants à venir naîtraient à Schwerin. 
Après la naissance de la princesse Cécile, le 20 septembre 1886, la grande-duchesse s'installa à Cannes, où elle passait déjà la plupart de son temps. Elle vivait alors séparée de fait de son époux et s'entourait d'une société différente de celle de Schwerin. Entre 1887 et 1889, Frédéric-François III fit construire la Villa Wenden (es), résidence de style italien située sur le flanc d'une montagne dominant la baie. Chaque année, de novembre à mai, il venait lui rendre visite, et le couple lors de son voyage de retour vers l'Allemagne s'arrêtait à Paris. La grande-duchesse Anastasia passait le moins de temps possible à Schwerin en été, préférant résider à Gelbensande, petit pavillon de chasse construit en 1886 dans le style cottage anglais, près de la mer Baltique. 
Elle éduquait ses enfants avec simplicité et accordait à ses deux filles et à son fils plus de liberté qu'elle-même n'en avait reçue de ses parents. Elle maintint des liens étroits avec ses enfants. La grande-duchesse s'adressait en français à son époux, en anglais à ses enfants. Elle était une joueuse de tennis douée et passionnée et avait son propre court de tennis à la Villa Wenden. Elle appréciait la musique italienne, notamment les opéras de Puccini, et le théâtre. Elle fréquentait bien sûr les membres des familles royales européennes qui passaient aussi l'hiver sur la Côte d'Azur, notamment ses parents et ses frères, lesquels lui rendaient fréquemment visite. Cependant son style et son mode de vie éloignèrent d'elle des personnalités plus rigoureuses, car elle avait de discrètes liaisons. 
Trop fière de son sang, sa mère la grande-duchesse Cécile mourut d'une crise cardiaque le 12 avril 1891 en apprenant le mariage secret et morganatique que son fils Michel Mikhaïlovitch avait contracté secrètement lors d'un séjour à San Remo. La grande-duchesse de Mecklembourg-Schwerin consola son père et maintint des liens étroits avec ses deux frères aînés, les grands-ducs Nicolas et le "coupable" Michel.
La grande-duchesse ne lésinait pas sur les dépenses et cette prodigalité lui attirait de nombreuses critiques notamment de ses sujets mecklembourgeois. Elle préférait la société de Cannes et de Monte Carlo et devint une joueuse assidue du casino de Monte-Carlo où elle perdait de grosses sommes tandis que sa conduite prêtait aux rumeurs.

### La mort du grand-duc
Au fil des années, la santé du grand-duc se dégradait, mais la soudaineté de son décès provoqua un scandale et de méchantes rumeurs. Au matin du 10 avril 1897, le cocher du grand-duc le découvrit gisant inconscient sous un mur de soutènement entourant la Villa Wenden. De toute évidence, le grand-duc avait tenté de mettre fin à ses jours. Il fut transporté à la villa où il décéda. La nuit précédant le drame, la grande-duchesse avait offert une réception à laquelle son époux n'était pas vraiment souhaité. Impopulaire à Schwerin, la grande-duchesse fut soupçonnée de l'assassinat de son époux mais, pour éviter un scandale public, le décès du grand-duc fut déclaré accidentel. Anastasia Mikhaïlovna pleura un ami, mais pas un époux. Elle déclara à une dame de compagnie : 
« J'ai perdu mon meilleur ami ». 
Elle n'était pas souhaitée à Schwerin. La grande-duchesse hérita de la fortune privée du grand-duc et de la Villa Wenden à Cannes, ainsi que du pavillon de chasse de Gelbensande. Son beau-frère, le duc Jean-Albert de Mecklembourg-Schwerin assura la régence au nom de son neveu Frédéric-François III encore mineur jusqu'en 1901. Dès lors, lorsqu'elle vint - rarement - à Schwerin, la grande-duchesse douairière résida toujours dans son pavillon de chasse à Gelbensande. La majeure partie de son temps se partageait entre la Riviera et quelques voyages à Saint-Pétersbourg, à Paris ou en Angleterre.
Le 26 avril 1898, sa fille aînée, la princesse Alexandrine de Mecklembourg-Schwerin épousa le prince héritier de la couronne danoise, le futur Christian X de Danemark.

### Scandale royal
À la mort de son époux, la grande-duchesse devenue grande-duchesse-douairière, était âgée de trente-six ans. Un scandale éclata de nouveau. La grande-duchesse douairière possédait un appartement à Paris où, en bonne Romanov, elle vivait dans un luxe outrancier, ce qui faisait jaser. Elle continuait de fréquenter le casino de Monte-Carlo où elle misait toujours de grosses sommes. Les croupiers faisaient souvent rouler la boule dans sa case favorite afin d'accroître ses chances et de l'inciter à jouer davantage. En Allemagne, la grande-duchesse douairière était toujours aussi impopulaire. Ses sympathies pour la France ne faisaient qu'aggraver les choses. 
Les années suivantes, ses deux autres enfants - qu'elle ne voyait plus qu'épisodiquement à cause du scandale - se marièrent. Frédéric-François IV épousa le 7 juin 1904 la princesse Alexandra de Hanovre. Bien que sa présence ne soit pas généralement souhaitée par le Kaiser Guillaume II, le 6 juin 1905, sa fille Cécile de Mecklembourg-Schwerin épousa le prince héritier Guillaume de Prusse. La grande-duchesse douairière Anastasia fut autorisée exceptionnellement à se rendre à la cour impériale de Berlin pour la cérémonie. Une seconde invitation lui parvint l'année suivante lors de la naissance de son premier petit-fils le prince Guillaume de Prusse (1906-1940), héritier du trône allemand en second. Il n'y en eut pas d'autre. 
Son père, le grand-duc Michel fut victime d'une attaque cérébrale et Anastasia l'installa avec elle dans le midi de la France. À sa mort, le 18 décembre 1909, elle hérita d'une immense fortune. 
Les dix premières années du XXe siècle, la grande-duchesse douairière recevait discrètement la visite de sa famille, de ses enfants, très souvent de ses petits-enfants. Elle occupait ses loisirs à la lecture, aux réceptions et toujours aux jeux de hasard à Monte-Carlo. 
Une contemporaine la décrivit comme toujours excentrique, ajoutant qu'elle était « complètement indifférente à tout sauf à ses propres désirs ».

### Première Guerre mondiale

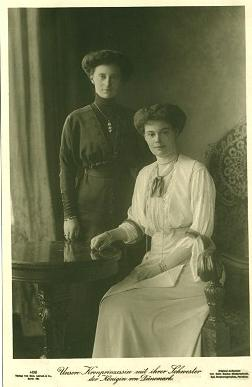
Les deux filles de la grande-duchesse : la reine de Danemark et la princesse royale de Prusse, peu avant la guerre.

Juste avant la déclaration de la Première Guerre mondiale, la grande-duchesse douairière Anastasia rendit visite à son frère Michel et à sa famille en Angleterre. Après l'ultimatum autrichien à la Serbie, beaucoup attendirent avec impatience la déclaration de la guerre. La grande-duchesse écrivit au tsar Nicolas II : 
« J'espère que la guerre n'aura pas lieu et que nous pouvons même dire, peut-être dans quelques jours, nous allons tous être à nouveau ensemble ». 
Le conflit mit la grande-duchesse douairière dans une terrible situation, ses fils étant officiers dans l'armée allemande, alors que ses frères combattaient dans l'armée impériale russe. La grande-duchesse, par son mariage souveraine allemande et belle-mère du Kronprinz, ne pouvait pas non plus résider en France, ni revenir à Schwerin, où sa vie scandaleuse l'avait rendue persona non grata. En conséquence, la grande-duchesse décida de s'installer en Suisse, pays neutre. Elle passa les années de guerre à l'Hôtel Savoy à Lausanne, et donna sa villa de Cannes comme hôpital pour les officiers blessés appartenant à la force expéditionnaire russe en France.
Pendant la guerre, la grande-duchesse douairière de Mecklembourg-Schwerin parvenait de temps à autre à obtenir des nouvelles de sa fille, princesse royale de Prusse, et de son fils, grand-duc de Mecklembourg-Schwerin, grâce à sa fille aînée, Alexandrine, reine du Danemark, pays qui était demeuré neutre.

### Révolutions russe et allemande
Lors de la révolution russe, les Bolcheviks assassinèrent les trois frères d'Anastasia Mikhaïlovna de Russie : les grands-ducs Serge Mikhaïlovitch, le 28 septembre 1918 à Alapaïevsk, Nicolas Mikhaïlovitch et Georges Mikhaïlovitch le 29 janvier 1919 à Petrograd.
Tandis que la famille russe de la grande-duchesse douairière fuyait l'empire du tsar déchu ou tombait sous les balles bolcheviques, la défaite provoqua la révolution qui précipita la chute des monarchies allemandes. En novembre 1918 son fils abdiqua à Schwerin tandis que le beau-père de sa fille Cécile, le Kaiser, après s'être réfugié aux Pays-Bas, abdiquait à son tour.

### Les dernières années
La guerre terminée, la grande-duchesse décida de revenir en France, avec la princesse Catherine Yourievska, réfugiée également à Lausanne. Toutes deux choisirent Nice. Une fois arrivée en France, la grande-duchesse s'installa à la Villa Fantasia à Èze, près de Nice, où elle passa les dernières années de sa vie. 
Peu de temps après avoir assisté à une réception donnée par son neveu, le grand-duc André Vladimirovitch au Cap d'Ail, en mars 1922, elle se sentit souffrante. Elle fut victime d'une attaque cérébrale et mourut le 11 mars 1922 à Èze. La grande-duchesse était âgée de soixante-et-un ans. À son décès, ses enfants étaient réunis pour la première fois depuis la déclaration de la guerre. La grande-duchesse de Mecklembourg-Schwerin, née Anastasia Mikhaïlovna de Russie, fut inhumée aux côtés de son époux à Ludwigslust.

## Généalogie
Parmi les descendants directs de la grande-duchesse Anastasia Mikhaïlovna de Russie figurent : Marguerite II de Danemark, le prince Georges Frédéric de Prusse, chef de la Maison impériale d'Allemagne. La ligne masculine de Mecklembourg-Schwerin s'éteignit en 2001 avec son petit-fils, le grand-duc Frédéric François V de Mecklembourg-Schwerin.

## Distinctions
- 7 août 1860 : dame grand-croix de l'ordre de Sainte-Catherine
- Dame grand-croix de l'ordre de la Couronne de Wende
- Dame de l'ordre de Louise